# 리치필드구

리치필드구의 위치

리치필드구(영어: Lichfield District)는 잉글랜드 스태퍼드셔주에 위치한 비도시 자치구로 중심 도시는 리치필드이며 인구는 102,093명(2014년 기준), 면적은 331.3 km2이다.